# 斯金納米爾普萊斯 (加利福尼亞州)
斯金納米爾普萊斯（英語：Skinner Mill Place）是位於美國加利福尼亞州蒂黑馬縣的一個非建制地區。該地的面積和人口皆未知。

## 地理
斯金納米爾普萊斯的座標為40°09′24″N 122°42′11″W / 40.15667°N 122.70306°W，而該地的平均海拔高度為464米（即1522英尺）。